# Vârşolţ
Vârşolţ es una comuna ubicada en el distrito de Sălaj, Rumania.

## Superficie
Posee una superficie de 31,81 kilómetros cuadrados.

## Demografía
Hasta 2021 la población era de 2069 habitantes, con una densidad de población de 65,04 habitantes por kilómetro cuadrado.